# Petr Hirsch (poutník)

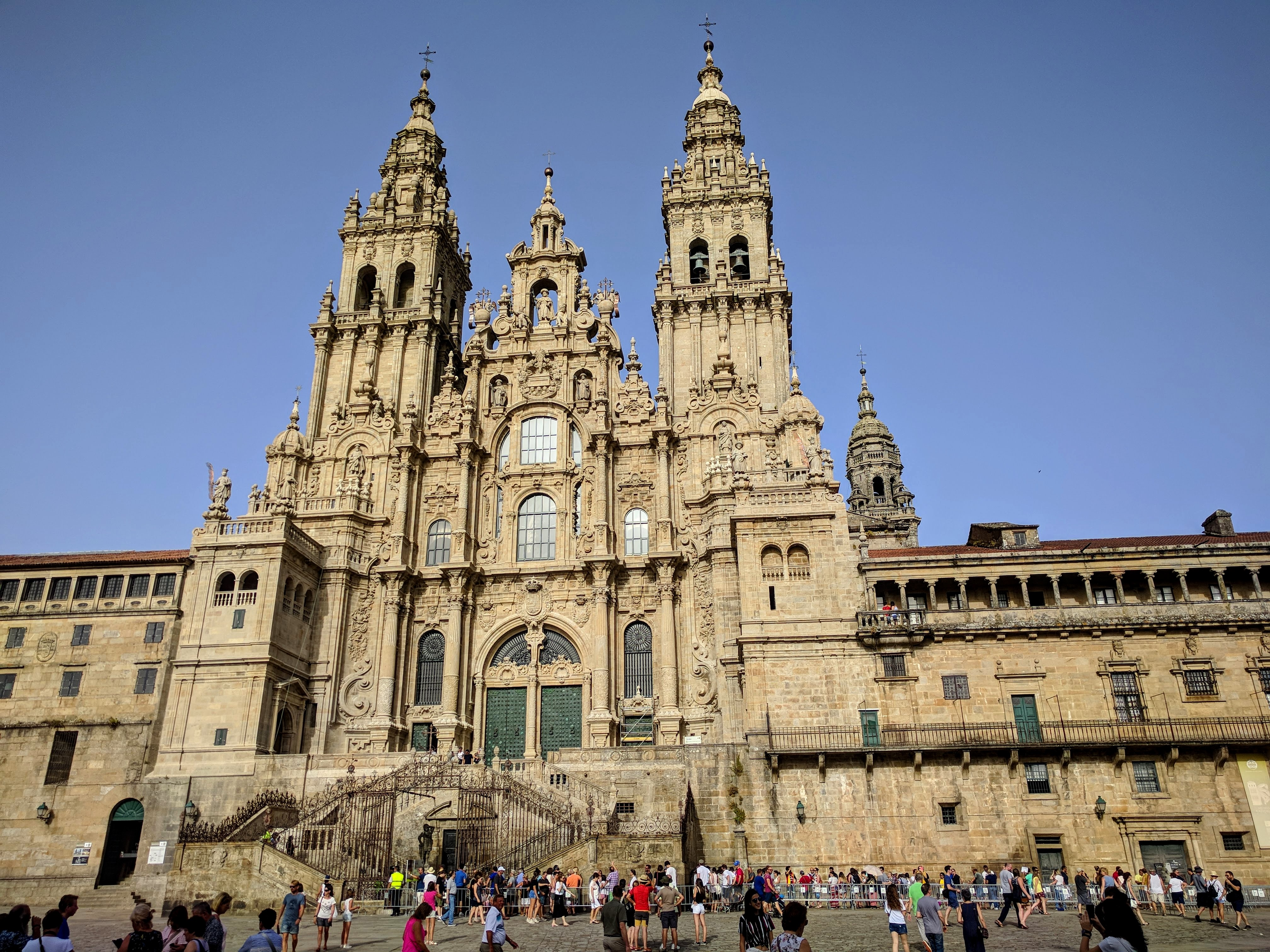
Katedrála v Santiagu de Compostela, Galicie, Španělsko
(2018)

Petr Hirsch (* 27. prosince 1979 Dvůr Králové nad Labem) je IT specialista, cestovatel (poutník), fotograf a básník.

## Studium a kariéra
Petr Hirsch se narodil 27. prosince 1979 ve Dvoře Králové nad Labem. Od dětství se zajímal o informační technologie. V letech 1994 až 1998 absolvoval Střední průmyslovou školu textilní na nábřeží Jiřího Wolkera ve Dvoře Králové nad Labem.  V roce 1998 pak Petr Hirsch zahájil vysokoškolské studium (obor textilní marketing) na Technické univerzitě v Liberci (TUL), ale studium předčasně ukončil v roce 2000. Následujících 6 let (červen 2001 až červen 2007) pracoval jako specialista IT u firmy Continental Teves v Jičíně. V období od července 2007 do 31. května 2010 působil v oblasti IT jako SAP konzultant u firmy KCT Data.
V současnosti (rok 2017) žije v Praze - Kobylisích. Od března 2013 do současnosti (březen 2020) je zaměstnán jako Business consultant u firmy T-MC66 v Mladé Boleslavi. O svých zážitcích a zkušenostech z cest pořádá Petr Hirsch besedy a přednášky, fotografie prezentuje na výstavách, jiným lidem pomáhá s přípravou a realizací jejich poutí, na kterých vykonává funkci poutníka – průvodce.

## Cestovatelské zkušenosti
Problémy v soukromém životě (rozvod po deset let trvajícím manželství) ale i nespokojenost v zaměstnání (pocit „vyhoření“) jej přivedly (ve věku 30 let) k rozhodnutí o životní změně a k odhodlání vykonat pouť do Santiaga de Compostela ve Španělsku. Poté, co dal výpověď v zaměstnání, uskutečnil v roce 2010 coby poutník svoji první pěší cestu (pouť) z domu ve Dvoře Králové nad Labem do Santiaga de Compostela (4000 km), kam došel za 6 měsíců a 24 dnů. Ze Santiaga de Compostela pak Petr Hirsch pokračoval na Gibraltar (2500 km), kolem celého Pyrenejského poloostrova do italského Janova, pak pokračoval ze Švýcarska opět přes Janov do Říma a dále pak do Jeruzaléma, kam došel 26. prosince 2012 poté, co pěšky zdolal (za 802 dní, tj. 27 měsíců putování) celkovou vzdálenost přes 16 tisíc kilometrů a prošel 20 států.
V roce 2013 vyhlásil Petr Hirsch svůj plán „Pěší pouti kolem světa“, při níž plánoval ujít každý rok vzdálenost asi 5 tisíc kilometrů během 6 až 9 měsíců a tímto způsobem postupovat 20 let. V letech 2014 a 2015 začal projekt „Pěší pouti kolem světa“ realizovat.  Z původního plánu ale absolvoval jen dvě etapy. Při té úvodní nejprve prošel přes Prahu, Lucembursko, Brusel, Amsterdam a Berlín do Kodaně. Druhou etapu zahájil v roce 2015, kdy pěšky pokračoval přes Oslo, Trondheim, Severní polární kruh zpět do Stockholmu, Helsinek a odtud do Petrohradu a následně pak pokračoval dále do Estonska, kde pouť před Talinem v městečku Tudu dne 12. prosince 2015 předčasně ukončil. Během obou etap ušel dohromady 7 500 kilometrů.
V roce 2016 Petr Hirsch vyslyšel přání svého kamaráda šestatřicetiletého Jana Duška (* 1980), který je upoután na invalidní vozík (progresivní forma roztroušené sklerózy), vydat se (spolu se svým devítiletým synem a několika přáteli) také na pouť do Santiaga de Compostela s prosbou o zpomalení průběhu nemoci. Organizátorem tohoto putování byl Petr Hirsch. Přípravy na tuto Svatojakubskou pouť trvaly 6 měsíců a v osmičlenném týmu (podpořeném i skupinou dalších poutníků) se pak na jaře roku 2017 úspěšně uskutečnilo 29 dní trvající (od 10. května 2017 do 13. června 2017) putování (s filmovým štábem) v délce 640 kilometrů. O této pouti byl natočen celovečerní dokumentární film (ve stylu road movie) Camino na kolečkách, z fotografií pořízených během cesty bylo instalováno několik výstav. V roce 2019 vydalo nakladatelství AOS Publishing i knižní podobu pojednávající o této cestě. Pod titulem jsou podepsáni režisérka Eva Toulová spolu s kameramanem Tomášem Lénárdem, kteří se pěšího putování rovněž účastnili.
Česká televize v rámci cyklu „Cesty víry“ natočila a v roce 2020 odvysílala s Peterem Hirschem 26 minutový pořad, v němž „poutník Petr“ vypráví nejen o šestnácti–tisíci–kilometrové cestě do Santiaga, Říma a Jeruzaléma, ale i o svém předčasně ukončeném pokusu o pěší cestu kolem světa.

## Tvorba
- Hirsch, Petr. Sedmpany: sbírka básní a fotografií pořízené při putování po krásách naší planety od 1. června 2010 do 26. prosince 2012. Dvůr Králové nad Labem: (Petr Hirsch), 2013. 28 listů.